# Lasimorpha senegalensis
Lasimorpha senegalensis Schott – gatunek roślin zielnych z monotypowego rodzaju Lasimorpha Schott, z rodziny obrazkowatych, pochodzący z tropikalnej Afryki, od Senegalu do Czadu i Angoli. Nazwa naukowa rodzaju odnosi się do rodzaju Lasia, do nazwy którego dodano pochodzący z greckiego przyrostek -μορφά (morpha – postać, forma) i odnosi się do rzekomego podobieństwa obu rodzajów roślin; nazwa gatunkowa odnosi się do jednego z krajów, w których występuje ten gatunek.

## Morfologia
PokrójMasywne rośliny zielne, o wysokości do 3,5 m, tworzące kępy.
ŁodygaSkrócone, płożące kłącze o średnicy do 12 cm, tworzące smukłe stolony o długości osiągającej 3 m.
LiścieRośliny tworzą kilka liści właściwych na kanciastych w przekroju ogonkach, tworzących krótkie pochwy, pokrytych kolcami położonymi pionowo na jego krawędziach, niekiedy zakończonych ledwo widocznym kolankiem. Blaszki liściowe oszczepowate do strzałkowatych, skórzaste, osiągające długość 1,2 m.
KwiatyRośliny jednopienne, tworzące pojedynczy kwiatostan typu kolbiastego pseudancjum. Szypułki podobne do ogonków liściowych, tej samej długości. Pochwa kwiatostanu wzniesiona, jajowata, o długości do 40 cm, zwinięta w dolnym odcinku, z zewnątrz brązowawo-zielona, wewnątrz żółtawa z purpurowymi, podłużnymi plamami, zieleniejąca po przekwitnięciu. Kolba siedząca, krótsza od pochwy. Kwiaty obupłciowe z 4 listkami okwiatu, taką samą liczbą pręcików o tubowato zrośniętych nitkach i niższą od nich, pojedynczą, jednokomorową zalążnią, zawierającą od 4 do 6 zalążków. Łożyska bazalne lub ścienne (parietalne).
OwoceCzerwone jagody zawierające kilka nasion o średnicy 5 mm.
Gatunki podobnePrzedstawiciele rodzaju Podolasia, o kłączach o wyraźnych międzywęźlach i gładkich nasionach o średnicy 7 mm, oraz rodzaju Cyrtosperma, o ogonkach liściowych cylindrycznych w przekroju, wolnych nitkach pręcików, nie tworzących stolonów.

## Biologia i ekologia
RozwójWieloletnie geofity ryzomowe, hygrofity.
SiedliskoRowy, bagna, małe zbiorniki z płytką, stojącą wodą, niekiedy częste.
GenetykaLiczba chromosomów 2n = 26.

## Zastosowanie
Rośliny leczniczeMłode liście Lasimorpha senegalensis podawane są w Kongo rodzącym kobietom jako środek przyspieszający poród. W Wybrzeżu Kości Słoniowej sok tej rośliny podawany jest doustnie w razie czkawki. Kłącze stosowane jest w Gabonie jako środek przeciwzapalny; a w Kongo jako lek na kaszel; odwar z niego działa przeciwbólowo i uspokajająco. W Nigerii owoce Lasimorpha senegalensis są składnikiem remedium na rzeżączkę i dyzenterię.
Rośliny jadalneMłode liście roślin z tego gatunku jadane są w Gabonie i Sierra Leone jako warzywo.